# PZL.48 Lampart
PZL-48 Lampart (PZL-48) – projekt polskiego samolotu myśliwskiego konstrukcji inżynierów Franciszka Misztala i Wsiewołoda Jakimiuka, opracowany w Państwowych Zakładach Lotniczych w roku 1938.

## Historia
Samolot ten stanowił ewolucyjne rozwinięcie myśliwca PZL.38 Wilk, wyposażone w mocniejsze silniki gwiazdowe Gnome-Rhône Mars 14 M05 zbudowane w układzie podwójnej gwiazdy. Zwiększona moc silników miała sprawić uzyskanie zakładanych parametrów lotu, w tym prędkości maksymalnej i wznoszenia. Miał to być samolot pościgowy, przeznaczony głównie do zwalczania samolotów bombowych wroga. Dzięki nowym silnikom samolot miał mieć lepsze osiągi od "Wilka", miał być silniej uzbrojony i przystosowany (podobnie jak Wilk) do przenoszenia 300 kilogramowej bomby. Miał to być samolot wielozadaniowy, dzięki silnemu uzbrojeniu zdolny także do wykonywania misji szturmowych czy bombowych. W roku 1939 trwała budowa prototypu PZL.48 Lampart. Oblot i rozwój samolotu planowano na jesień 1939, ale dalsze prace przerwał wybuch II wojny światowej.
Problemem był napęd samolotu, silniki Gnome-Rhône Mars 14 M05 miały niestabilne warunki cieplne pracy, przegrzewały się uzyskując wysokie temperatury głowic i przekroczone temperatury oleju silnikowego. Wynikało to po części z ich niedopracowania, a po części z dużego wysilenia (duża moc przy małych wymiarach zewnętrznych), co mogło zapowiadać pewne problemy eksploatacyjne. 
Dalsze rozwinięcie PZL.48 stanowił projekt myśliwca PZL.54 Ryś.

## Służba w lotnictwie
Samolot ten nigdy nie wyszedł poza stadium prototypu i tym samym nigdy nie trafił do produkcji oraz służby w lotnictwie.

## Opis techniczny
Całkowicie metalowy (duralowy) dolnopłat. Podwozie samolotu klasyczne dwukołowe chowane z płozą ogonową. Usterzenie pionowe podwójne. Kabina pilota dwumiejscowa, zamknięta. Uzbrojenie stanowić miały 4 karabiny maszynowe kaliber 7,9 mm i 2 działka kaliber 20 mm umieszczone w dziobie samolotu oraz dwa sprzężone karabiny maszynowe (kaliber 7,9 mm) na stanowisku tylnego strzelca. W innej wersji zamiast 2 działek przewidywano dodatkowe 4 km-y. Napęd stanowiły dwa silniki gwiazdowe Gnome-Rhone 14 M05 Mars o mocy 730 KM każdy.

## Wersje
- PZL.48 Lampart - samolot myśliwski, prototyp (nie został ukończony)

## Dane techniczne
- Masa własna: 2400 kg
- Masa całkowita: 3500 kg
- Wymiary:
  - Rozpiętość: 11,5 m
  - Długość: 8,8 m
  - Wysokość: 2,50 m
- Napęd: 2x730 KM
- Uzbrojenie:
  - Strzeleckie: 6 karabinów maszynowych oraz 2 działka lub 10 km-ów.
  - Bombowe: 300 kg bomba.

### Osiągi
- Prędkość maksymalna: (prognozowana) około 550 km/h
- Pułap: 10000 m
- Wznoszenie: 9 m/s
- Zasięg: 1500 km